# Nick.com
Nick.com es un sitio web operado por Nickelodeon que está disponible solo en inglés. Su equivalente en Latinoamérica es nickelodeon.la y en España es nickelodeon.es, aunque ninguno de ellos es tan complejo como Nick.com. El sitio está realizado en gran parte en Adobe Flash, incluye centenares de características. También incluía un MMORPG llamado Nicktropolis, que en 2010 fue reemplazado por The Club.

## Juegos
Nick.com tiene para marzo de 2013, 1096 juegos en línea, relacionado con las series emitidas por el canal.

### Juego de la semana
Desde el 6 de enero de 2006, Nickelodeon ha estado destacando juegos en línea que Nickelodeon ha agregado a su sitio Web al que llama "el nuevo juego de la semana". Cada semana hay un nuevo juego.

### Juego del año
"El juego del año" es una votación que realizan los usuarios registrados en el sitio Web de Nickelodeon en donde el juego que haya tenido más votos se presenta como el juego del año.

### Nicktropolis
Nicktropolis fue un mundo virtual en el cual los usuarios pueden conectarse con sus amigos. Relacionado con el reino mágico virtual de Disney, los usuarios puedendsa crear un personaje y ganar "Nickpuntos" a través de los juegos. Este juego es gratuito. En 2010, Nicktropolis fue reemplazado por The Club. Muchos de los usuarios de esa página quieren a Nicktropolis de vuelta, ya que opinan que Nicktropolis tenía muchas características que The Club no tiene, por ejemplo, el hecho de que Nicktropolis tenía un mapa, algo que The Club no incluye, y también que The Club tiene un vocabulario limitado en el que faltan muchas  palabras.

## Los usuarios
Nickelodeon da a visitantes del sitio la opción al registro sobre el sitio. Tal registro requiere que el usuario elija su apodo a voluntad ya que tiene que registrarse por los derechos obligatorios. Hay un límite de 10 caracteres para el nombre de usuario.

## NickMail
NickMail es un dispositivo de correo electrónico que es en Nick.com. En donde puede mandar mensajes a usuarios del sitio Web. En NickMail se puede animar cuadros, palabras y también agregar sonidos. Nickmail fue eliminado en 2009 por volverse inseguro.